# Константин Дука (севаст)
Константин Дука (на средногръцки: Κωνσταντίνος Δούκας, роден между 1065 г. и 1075 г.) е византийски аристократ от втората половина на XI век, брат на императрица Ирина Дукина.
За живота на Константин Дука не са запазени никакви исторически сведения. Дълго време за неговото съществуване, както и за това на брат му Стефан, не е имало никакви познати исторически източници. Имената им стават известни за науката през 2005 г., когато изследователиете Жан-Франсоа Вание и Матула Курупу публикуват т.н Поменик на роднините на императрица Ирина, открит в ръкопис (ms. Panaghia Kamariotisa 29), съдържащ литургичния типик на константинополския манастир Христос Филантроп, основан от императрица Ирина Дукина. В този ръкопис под формата на маргинални бележки, срещу датите на техните кончини, са изброени имената на тридесет и пет видни членове на семейството на императрицата Ирина наред с това на съпруга ѝ Алексий I Комнин. Този поменик, освен че потвърждава и допълва известната за тях информация, съдържа и имената на неизвестни за науката членове на семейството – братята Константин и Стефан. В този документ срещу датата 10 септември фигурира севаст Константин, брат на императрицата. От тази бележка става ясно, че севастът Константин е брат на императрица Ирина и следователно е син на протовестиария Андроник Дука и Мария Българска. Предполага се, че Константин Дука е роден в периода между 1065 г. и 1075 г., като по-вероятно това да е станало между 1065 г. и 1067 г., докато на власт е бил неговият чичо Константин X Дука, на когото вероятно е и кръстен.
Вероятно Константин Дука е бил почетен с титлата севаст след възцаряването на Алексий I Комнин на 1 април 1081 г. На науката са известни запазени печати от втората половина на XI век, върху които е изписано името Константин Дука и севаст Константин Дука, но тъй като името Константин е традиционно за семейство Дука, това прави трудно категоричното идентифициране на техните собственици.
Фактът, че за севаст Константин Дука не се споменава в други източници, навежда на мисълта, че той най-вероятно е починал много млад – на 10 септември, в неизвестна година след 1081 г.